# Koasati
Los koasati (también coushatta) son un pueblo hablante de un idioma muskogueano que viven principalmente en los estados de EE. UU. de Luisiana, Oklahoma, y Texas.
Cuándo llegaron los primeros europeos, vivían en el territorio de Tennessee, Georgia y Alabama. Eran históricamente aliados y estaban relacionados por alianzas matrimoniales con los nativos Alabama, también miembros de la Confederación Creek. Sus lenguas están estrechamente relacionadas y son mutuamente inteligibles.
Bajo la presión del poblamiento colonizador inglés de la región, después de 1763 y la derrota francesa en la guerra de los Siete Años, empezaron a desplazarse hacia el oeste, a Misisipi, Luisiana y Texas, que estaban entonces bajo dominación española. Quedaron asentados en estas áreas por el siglo XIX temprano. Algunos de los coushattas y de los alabamas fueron deportados al oeste al Territorio Indio (hoy en día Oklahoma) en la década de los años 1830 bajo el proceso de la Deportación india, junto con otros pueblos Creek (Muscogee).
Hoy, los Coushatta están matriculados en tres tribus reconocidas de Estados Unidos:
- Los Alabama-Quassarte, de Wetumka, Oklahoma.
- Tribu Coushatta de Luisiana
- Tribu Alabama-Coushatta de Texas

## Lengua
El koasati es una lengua que es parte de la rama apalache-alabama-koasati de las lenguas muskogueanas. Un estimado de 200 personas hablaban la lengua en el año 2000, la mayoría de ellos aposentados en Luisiana. La lengua está escrita en alfabeto latino.

## Historia
Los Coushattas han sido tradicionalmente agricultores, cultivando una variedad grande de maíz, alubias, y calabaza, suplementando su dieta con la caza y la pesca. Es sabida su habilidad en cestería. Casi todas las expediciones españolas (incluyendo la de 1539-1543 de Hernando de Soto) al interior de la Florida española describieron encontrar la ciudad capital de la tribu. Se la localizaba en el valle del río Tennessee. 
Bajo la presión del nuevo poblamiento de europeos en los siglos XVII-XVIII, los coushattas hicieron tratados y cedieron tierra, y emigraron al oeste hacia Alabama donde se encuentran en la actualidad. Establecieron su ciudad principal en Nickajack (Ani-Kusati-yi, o "Sitio koasati", en cherokee) en el condado de Marion de Tennessee. Más tarde fundaron un poblamiento importante al norte y a lo largo de una isla en el río Tennessee.
Por el tiempo de la Revolución americana, los coushattas se habían desplazado muchos kilómetros por el río Tennessee donde su poblado está nombrado como Coosada.  En el siglo XVIII, algunos Coushatta (Koasati) se unieron a la emergente Confederación Creek, donde fueron conocidos como parte de los "Creek de Arriba". Estaban estrechamente relacionados con los indios alabamas y a menudo se entre-casaron con ellos. Los coushattas y alabamas que se quedaron en Alabama formaron parte del destierro forzoso de los años 1830s hasta el Territorio Indio al oeste del río Misisipi. Hoy sus descendientes forman la federalmente reconocida Alabama-Quassarte Tribal Town en Wetumka, Oklahoma.
Algunos de los Coushattas rompieron con la Confederación Creek y se fueron a Luisiana del sur. Sus descendientes hoy hacen la federalmente reconocida Tribu Coushatta de Luisiana.
Jefes notables de los Coushatta fueron Long King y Colita (1838-1852), su sucesor. Ambos condujeron a su pueblo a establecerse en el condado de Polk, a finales del siglo XVIII y principios del siglo XIX. Colita's Village se desarrolló antes que la población euro-americana de Livingston, Texas. Los descendientes de estos indígenas forman hoy la federalmente reconocida Tribu Coushatta-Alabama de Texas y tienen una reserva cerca de Livingston.

## Etnobotánica
Una decocción de las hojas de Pseudognaphalium obtusifolium ssp. obtusifolium es utilizado para fiebres, los Coushattas lo utilizan para bañar a quienes padecen de fiebre.

## SigloXXhasta el presente
- Los alabama-quassarte en Wetumka, Oklahoma consiguieron reconocimiento federal en 1939, al aprobarse el Acta de Bienestar Indio de Oklahoma de 1936. Sus personas eran descendientes de una comunidad que se había trasladado como un grupo desde su poblado en Alabama hasta el Territorio Indio en la década de 1830. Se mantuvieron juntos y conservaron la identidad de su poblado. Además, ellos tienen ciudadanía dual de la federalmente reconocida Nación Creek Muscogee, representando a descendientes de la más amplia Confederación Creek. Tienen una población matriculada de 380 individuos.

- En 1972, la tribu Coushatta de Luisiana consiguió reconocimiento estatal como tribu. Un año más tarde obtuvo reconocimiento federal. La tribu ha adquirido 685 acres (2,77 km²) de reserva cerca de su patria tradicional de los siglos XVIII y XIX. Esta tierra está cedida en favor de la tribu por el Departamento de Interior de los Estados Unidos.[4]

En siglo XX, el pueblo coushatta en Luisiana empezó a cultivar arroz y a criar cangrejo de río en granjas de propiedad tribal en la reserva, donde la mayoría de la población actual reside. Un estimado de 200 personas de la tribu todavía habla la lengua koasati, la cual es de la familia muskogueana. A principios del siglo XXI, menos personas jóvenes están aprendiéndolo y la tribu ha tenido que trabajar para preservarla.
Desde el siglo XX tardío y el aumento de la autodeterminación de los indios, muchas de las tribus americanas nativas han desarrollado una fuente nueva de ingresos estableciendo casinos en sus reservas, las cuales son territorio soberano pero dependientes políticamente de EUA. Los Estados, que habían empezado su propia organización de juegos y regulado los regidos por compañías privadas y el gobierno federal han tenido que aprobar leyes regulatorias del juego de los indígenas, el cual tiene que operar de acuerdo a la ley estatal. Aunque tales ingresos no pueden ser objeto de impuestos por los Estados, las tribus a menudo negocian acuerdos con los Estados para compartir alguna porción de sus ingresos, en reconocimiento del aprovechamiento de la infraestructura estatal y otras ventajas. En la década de 1990, los Coushatta de Luisiana contrataron al lobbistero Jack Abramoff para asistir en establecer un casino de juego en su reserva. Fueron víctimas de sus manipulaciones, cuando les cobró costes altos pero no trabajó en su provecho para obtener aprobación federal o estatal de tal desarrollo. Fue finalmente perseguido por sus acciones.
Desde entonces, la tribu ha establecido casinos en su reserva. Las iniciativas han obtenido ingresos significativos, pero el estado ha presentado una demanda para parar la clase concreta de juego en casino. El litigio está en proceso.
- La tribu koasati de Texas consiguió reconocimiento federal en 1987. Adquirió un reserva de 19 km² cerca de Livingston, Texas, su patria desde principios del siglo XIX. Tienen 1100 miembros registrados.